# Margaretha von Österreich (1416–1486)

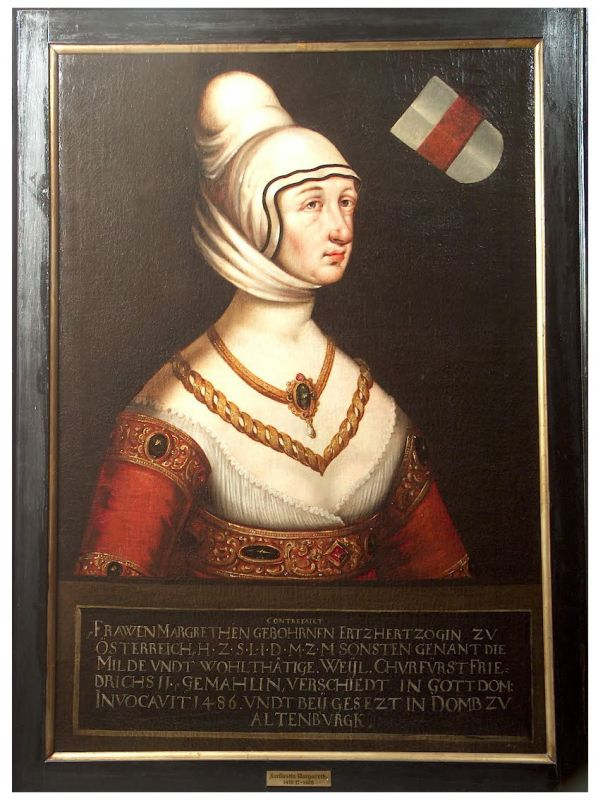
Margaretha von Österreich, Kurfürstin von Sachsen.

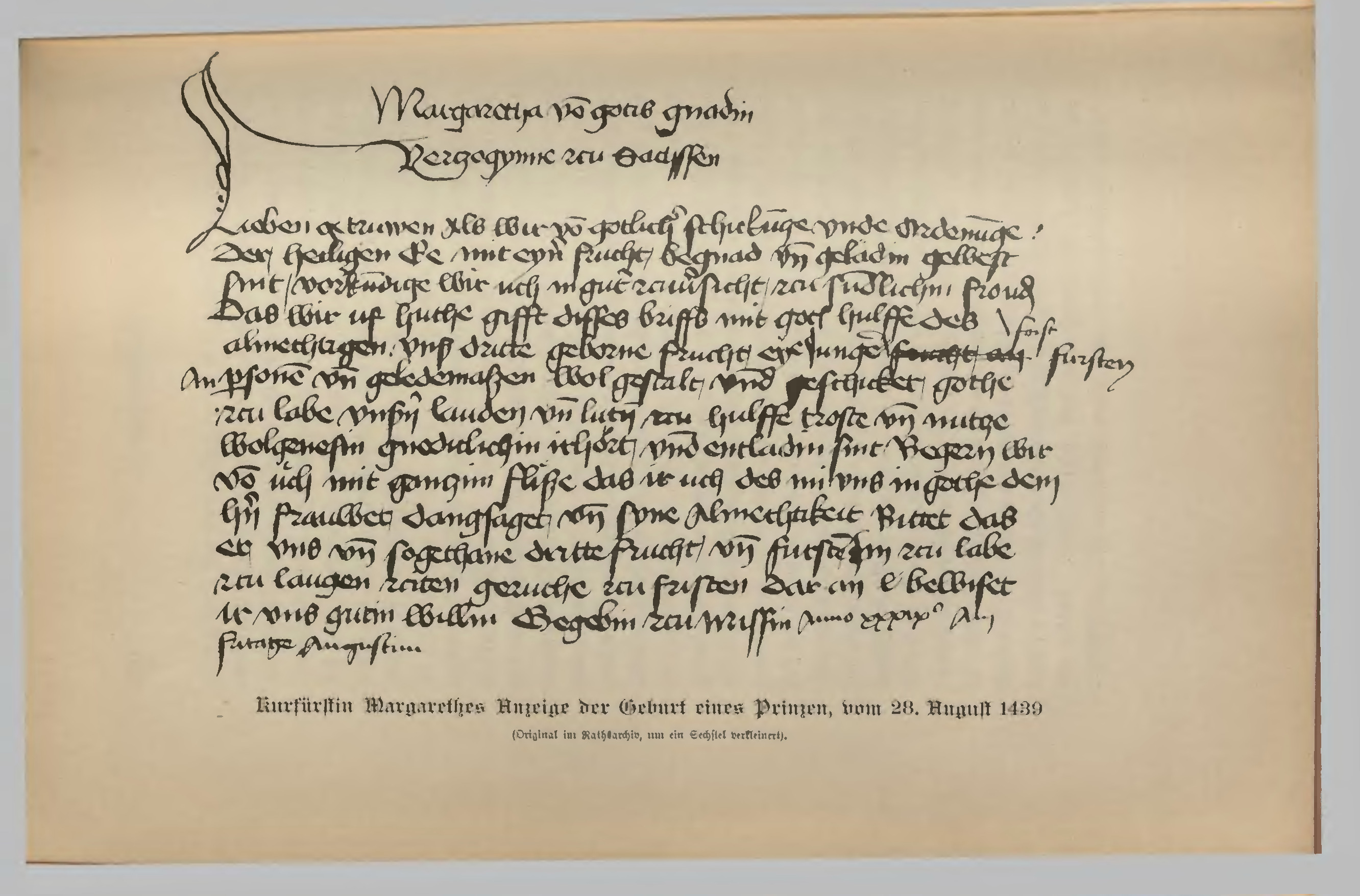
Kurfürstin Margarethes Anzeige der Geburt eines Prinzen (Friedrich), vom 28. August 1439

Margaretha von Österreich (* um 1416 in Innsbruck, Tirol; † 12. Februar 1486 in Altenburg, Sachsen (heute Thüringen); in der dortigen Schlosskirche begraben) war eine österreichisch-deutsche Fürstin. Sie war Tochter des Erzherzogs Ernst I. („des Eisernen“) und der wegen ihrer Körperkraft berühmten Cimburgis. Margaretha wurde verlobt mit Friedrich dem Sanftmütigen (1428), die Hochzeit fand am 3. Juni 1431 zu Leipzig statt. Sie wurde dadurch Kurfürstin von Sachsen, Herzogin von Sachsen und Markgräfin von Meißen  von 3. Juni 1431 bis 7. September 1464 und Landgräfin von Thüringen von 7. Mai 1440 bis 1445. Sie versöhnte ihren Gemahl mit seinem Bruder, Herzog Wilhelm III. („eine Suhne hochlich versucht“) und nahm auch sonst intensiv an der Regierung teil. Auf ihre Veranlassung wurden unter anderem 1432 die Juden aus dem Meißnischen vertrieben.
Als ein außergewöhnliches Ereignis in der Münzgeschichte Sachsens ist zu werten, dass ihr Gatte Kurfürst Friedrich II. ihr als Ausgleich für das ihr zustehende hohe Leibgedinge 1456 in Colditz eine eigene Münzstätte errichtete und ihr gestattete, dort eigene Münzen prägen zu lassen, was sie auch tat. Die meißnisch-sächsischen Groschen mit einem zusätzlichen M am Anfang oder innerhalb der Umschrift werden auch als Margarethengroschen bezeichnet.
Margaretha von Österreich galt als christlich geprägte Frau. So regte sie nach dem beendeten Bruderkrieg ihres Mannes eine geistliche Stiftung an. 1453 legte sie den Grundstein für eine den vierzehn Nothelfern geweihte Wallfahrtskirche in einem wüsten Dorf bei Jena. 1478 gelang es ihr, in dem bis dahin mit Augustiner-Chorherren besetzten Kloster bei Crimmitschau Kartäuser anzusiedeln.
Im Juli 1455 wurden die beiden Söhne Ernst und Albrecht von dem Junker Kunz von Kauffungen aus dem Schloss Altenburg geraubt, aber durch einen Köhler gerettet.
Nach dem Tod ihres Gatten am 7. September 1464 erhielt sie ein umfangreiches Wittum, darunter die Stadt und Pflege Altenburg, die Schlösser zu Leipzig und Liebenwerda und die Städte Colditz, Eilenburg und Liebenwerda. Bis zu ihrem Tod lebte sie in Altenburg, wo sie landesherrlichen Rechte ausübte und ihr somit die Gerichtsbarkeit unterstand. Im Altenburger Schloss ließ sie 1468 ein Kornhaus errichten, das 1868 bei einem Brand zerstört wurde. Mit Unterstützung des Altenburger Amtmannes, der ihre Hofwirtschaft leitete, betrieb Margaretha eine großzügige Vorratswirtschaft. Dies ermöglichte ihr, auch andere Wohnsitze zu beliefern.
Ihre Söhne Ernst und Albrecht beschlossen 1485 die Teilung ihres Erbes, was für Jahrzehnte zu einer Schwächung des sächsischen Kurfürstentums führte.

## Nachkommen
Margaretha von Österreich und Friedrich der Sanftmütige hatten folgende Kinder:
- Amalia (* 4. April 1436 in Meißen; † 19. November 1501 Rochlitz) ⚭ 21. Februar 1452 Herzog Ludwig IX. von Bayern-Landshut (* 23. Februar 1417; † 18. Januar 1479)
- Anna (* 7. März 1437 in Meißen; † 31. Oktober 1512 Neustadt an der Aisch) ⚭ 12. November 1458 Albert III. Achilles, Kurfürst von Brandenburg
- Friedrich (* 28. August 1439 in Meißen; † 23. Dezember 1451)
- Ernst (* 24. März 1441 in Meißen; † 26. August 1486 bei Colditz) ⚭ Elisabeth von Bayern (1443–1484), Tochter von Herzog Albrecht III. von Bayern (1401–1460)
- Albrecht (* 31. Juli 1443 in Grimma; † 12. September 1500 in Emden) ⚭ Zedena (Sidonie von Böhmen) (1449–1510), Tochter von Georg von Podiebrad (1420–1471)
- Margarete (* 1444 in Meißen; † ca. 19. November 1498 in Seußlitz?), Äbtissin in Seußlitz
- Hedwig (* 31. Oktober 1445 in Meißen; † 13. Juni 1511 in Quedlinburg), Äbtissin in Quedlinburg (1458–1511)
- Alexander (* 24. Juni 1447 in Meißen; † 14. September 1447, Meißen)